# Gaston Wiet
Pour les articles homonymes, voir Wiet (homonymie).
 (janvier 2023).
Gaston Wiet (Paris, 18 décembre 1887 - Neuilly-sur-Seine, 20 avril 1971) est un orientaliste français. Il fut le directeur du musée d'art arabe du Caire, puis professeur au Collège de France.

## Biographie
Gaston Wiet est issu d'une lignée de diplomates et de consuls versés dans la connaissance de l'islam.
Diplômé de l'École des langues orientales, licencié en droit, Gaston Wiet fut pensionnaire de l'Institut français d'archéologie orientale du Caire en 1909-1911. Professeur assistant à Lyon, où il enseigne l'arabe et le turc, puis professeur au Caire, il est mobilisé en 1914, affecté à l'armée d'Orient comme sous-lieutenant ; il termine la guerre avec le grade de capitaine, décoré par le gouvernement serbe.

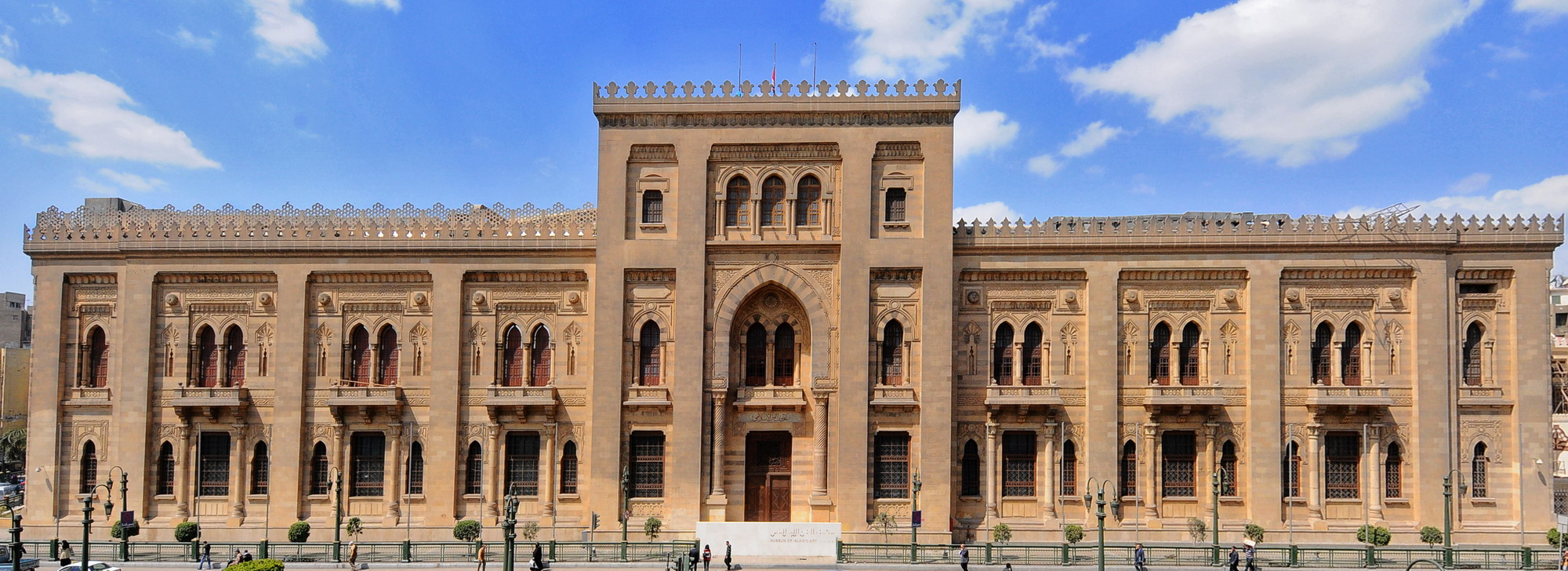
Le musée islamique du Caire aujourd'hui.

En 1919, il reprend ses activités d'enseignant à Lyon, puis à Paris. En 1926, il est nommé directeur du musée d'art arabe du Caire, fonction qu'il exercera jusqu'en 1951. Il rédige de sa main quatorze des trente-cinq volumes du catalogue de ce musée, dont il contribua largement à enrichir les collections, notamment dans les domaines des objets mobiliers et de l'épigraphie.
En 1940, Gaston Wiet devient, au Caire, l'un des plus ardents partisans de la France libre et du général de Gaulle.
À son retour en France, en 1951, Gaston Wiet est nommé professeur au Collège de France (chaire de langue et de littérature arabes), fonction qu'il occupera jusqu'en 1959. En 1957, il est élu à l'Académie des inscriptions et belles-lettres. Sa seconde épouse est décédée en 1987.

## Publications
Les travaux de Gaston Wiet comportent une grosse centaine de références dans le catalogue de la BNF. Parmi ses nombreux écrits (dont d'importantes traductions), on notera :

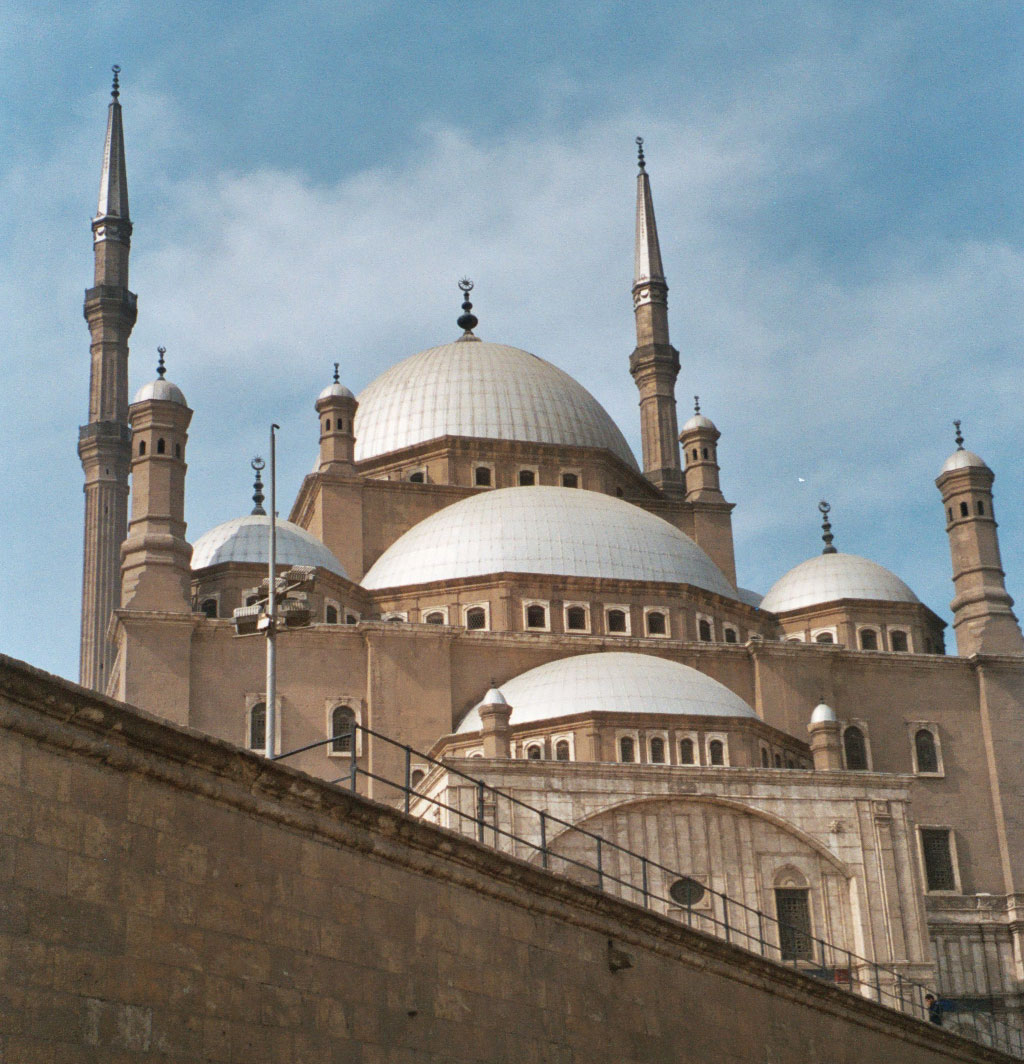
Le Caire. La mosquée Méhémet Ali.

- Louis Hautecoeur, Gaston Wiet, Les mosquées du Caire, Paris, E. Leroux, 1932, 2 vol. (Réédition Hachette, 1966).
- Trécourt, Jean-Baptiste, Mémoires sur l'Égypte, année 1791, édités et annotés par Gaston Wiet  Le Caire, Institut français d'archéologie orientale, 1942.
- Gaston Wiet, Grandeur de l'Islam, de Mahomet à François Ier, Paris, la Table ronde, 1961. (Réédition Kontre Kulture, 2014)
- Répertoire chronologique d'épigraphie arabe, fondé par Étienne Combe, Jean Sauvaget et Gaston Wiet, Le Caire, Institut français d'archéologie orientale, 1931-...
- L'Égypte arabe, de la conquête arabe à la conquête ottomane (642-1517), Paris, Société d'histoire nationale, 1937.
- Ya'qûbî, Le livre des pays ("Kitâb al-Bouldân"), présentation et traduction par Gaston Wiet, Le Caire, Institut français d'archéologie orientale, 1937.
- Leçon inaugurale faite le 4 décembre 1951, Collège de France, chaire de langue et littérature arabes, par M. Gaston Wiet, Paris, Collège de France, 1952.
- Ibn Iyâs, Muḥammad ibn Ahmad, Journal d'un bourgeois du Caire,  chronique d'Ibn Iyâs, traduit et annoté par Gaston Wiet, Paris, S.E.V.P.E.N., 1955, (Bibliothèque générale de l'École pratique des hautes études).
- Gaston Wiet, André Maricq, Le minaret de Djam : la découverte de la capitale des sultans ghorîdes : XIIe – XIIIe siècles, (avant-propos de Daniel Schlumberger), Paris, Klincksieck, 1959, (Mémoires de la Délégation archéologique française en Afghanistan, XVI).
- Ibn Hauqal, La configuration de la terre ("Kitab Surat al-Ard"), traduction et notes par Gaston Wiet et J.H. Kramers, Paris, Maisonneuve et Larose, 2 vol., 1964-1965.
- Introduction à la littérature arabe, Paris, Maisonneuve et Larose, 1966.